# 이창용 (야구 선수)
이창용(1999년 6월 3일 ~ )은 KBO 리그 삼성 라이온즈의 내야수이다.

## 삼성 라이온즈시절
2021년에 입단하였다. 2024년 6월 19일 SSG 랜더스와의 경기에 출전하며 데뷔 첫 경기를 치렀고, 경기에서 3타수 1안타를 기록하였다.

## 출신 학교
- 서울을지초등학교
- 청량중학교
- 신흥고등학교
- 강릉영동대학교